# Autech Zagato Stelvio
Autech Zagato Stelvio – samochód sportowy klasy średniej produkowany przez japońskie przedsiębiorstwo Autech w latach 1989–1991.

## Historia i opis modelu

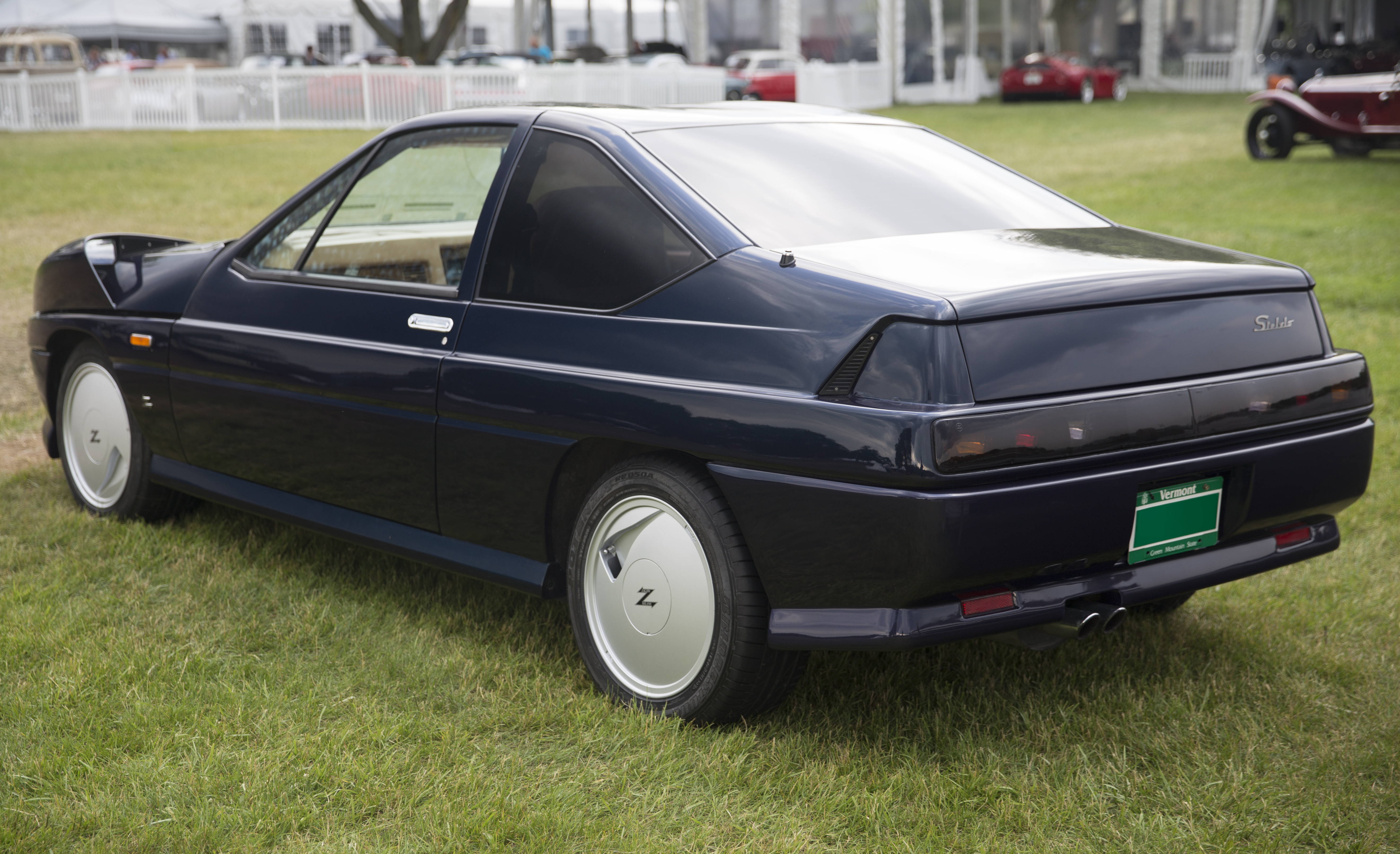
Autech Zagato Stelvio – tył

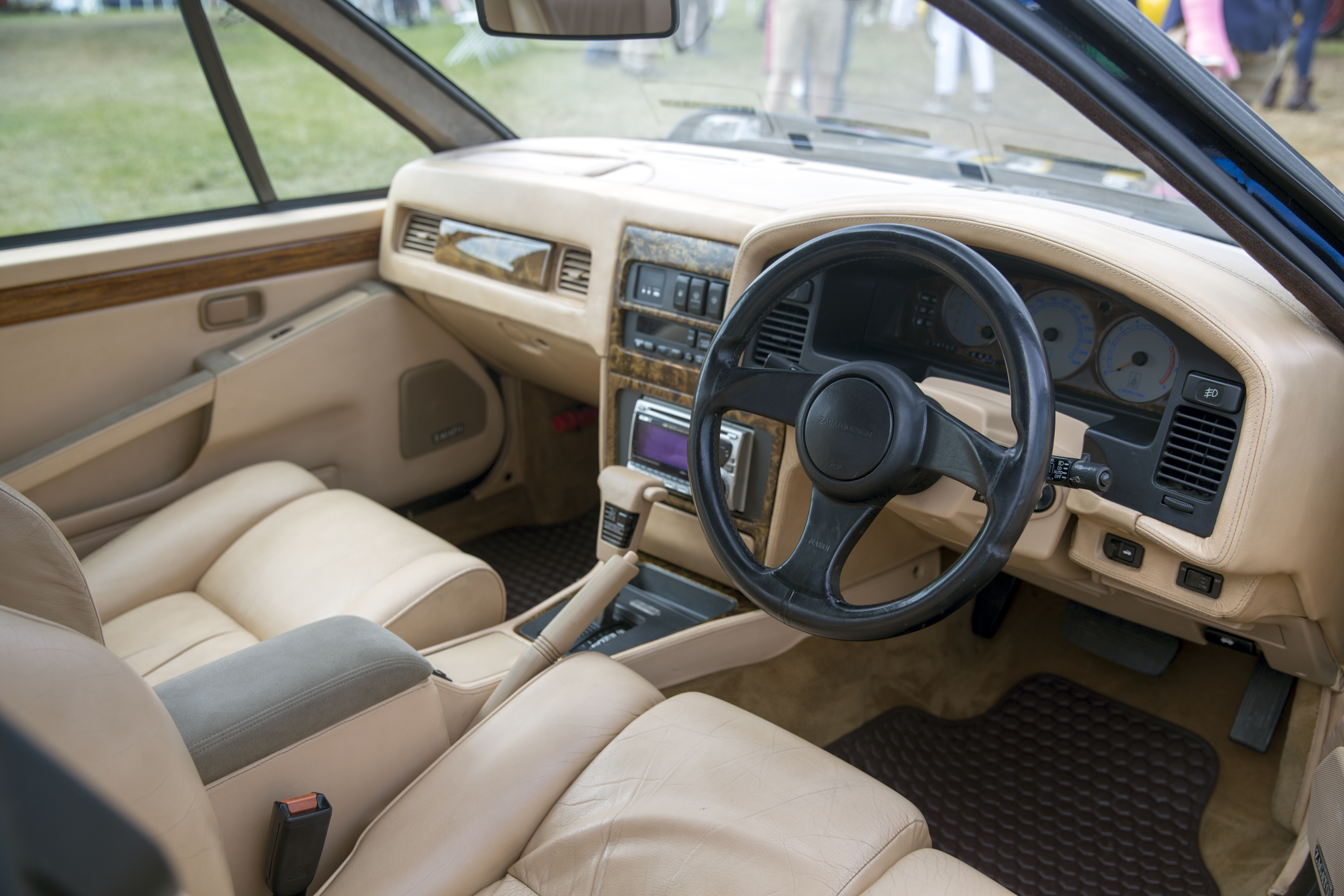
Autech Zagato Stelvio – kokpit

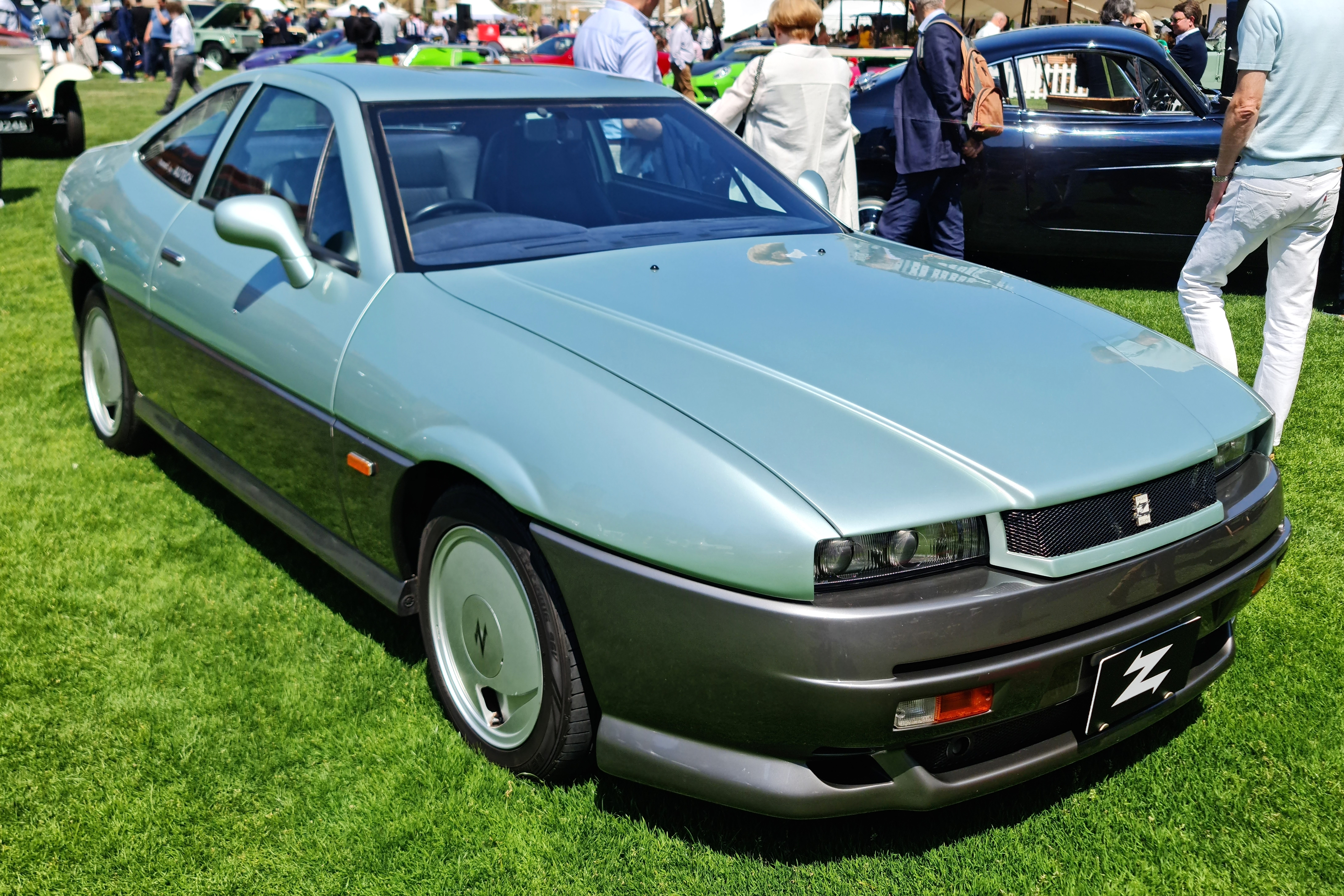
Autech Zagato Gavia

W 1987 roku słynne włoskie studio projektowe i producent nadwozi Zagato nawiązał współpracę z japońskim tunerem Autach, na co dzień specjalizującym się w profesjonalnym modyfikowaniu samochodów Nissana. Przedsiębiorstwa rozpoczęły prace nad wspólnym projektem ściśle limitowanego samochodu sportowego, ze stylistyką opracowaną przez włoskie biuro z Mediolanu i japońską technologią oraz produkcją. Dwa lata później, podczas marcowego międzynarodowego salonu samochodowego Geneva Motor Show 1989, zaprezentowany został oficjalnie rezultat włosko-japońskiej kooperacji w postaci kompaktowego, luksusowo-sportowego Autech Zagato Stelvio. Jego nazwa została zaczerpnięta od włoskiej przełęczy Stelvio.
Za bazę techniczną Zagato Stelvio wykorzystano produkowany wówczas luksusowy model macierzystej firmy Autecha, duże coupé Nissan Leopard. W stosunku do pierwowzoru, nadwozie zyskało całkowicie unikatowy projekt w wykonaniu Zagato, wyrózniając się znacznie któszymi zwisami i awangardowo ukształtowaną bryłą o nieregularnych krzywiznach. Zarówno przód, jak i tył przyozdobiły prostokątne, horyzontalnie ukształtowane lampy. Najbardziej charakterystycznym i nietypowym elementem były duże wybrzuszenia na krawędziach przednich błotników, które z perspektywy kierowcy skrywały za sobą ukryte lusterka. Dach przyozdobiły charakterystyczne dla projektów Zagato dwa garbato ukształtowane wybrzuszenia, tzw. double bubble. Koła pokryły z kolei w większości pozbawione wzorów kołpaki mające zapewnić optymalne właściwości aerodynamiczne.
Kabina pasażerska utrzymana została we wzornictwie skrajnie kontrastującym z awangardowo zarysowaną bryłą nadwozia. Zyskała ona stonowane, kanciaste kształty, z wykonaniem ze skóry oraz drewna. Sportowy charakter podkreślały z kolei kubełkowe, wyprofilowane fotele oraz koło kierownicy z cienkim wieńcem.
Do napędu Autecha Zagato Stelvio wykorzystano silnik stosowany wówczas w sportowych modelach Nissana, jak 3000ZX. Było to 3-litrowe V6 w układzie DOHC, które rozwijało moc 280 KM i współpracowało z 4-biegową automatyczną skrzynią biegów. Układ napędowy przenosił moc na tylną oś, umożliwiając rozpędzenie się maksymalnie do prędkości 245 km/h. Połączenie komfortowej jazdy ze sportowymi właściwościami jezdnymi miał zapewniać nowoczesny system aktywnego zawieszenia.

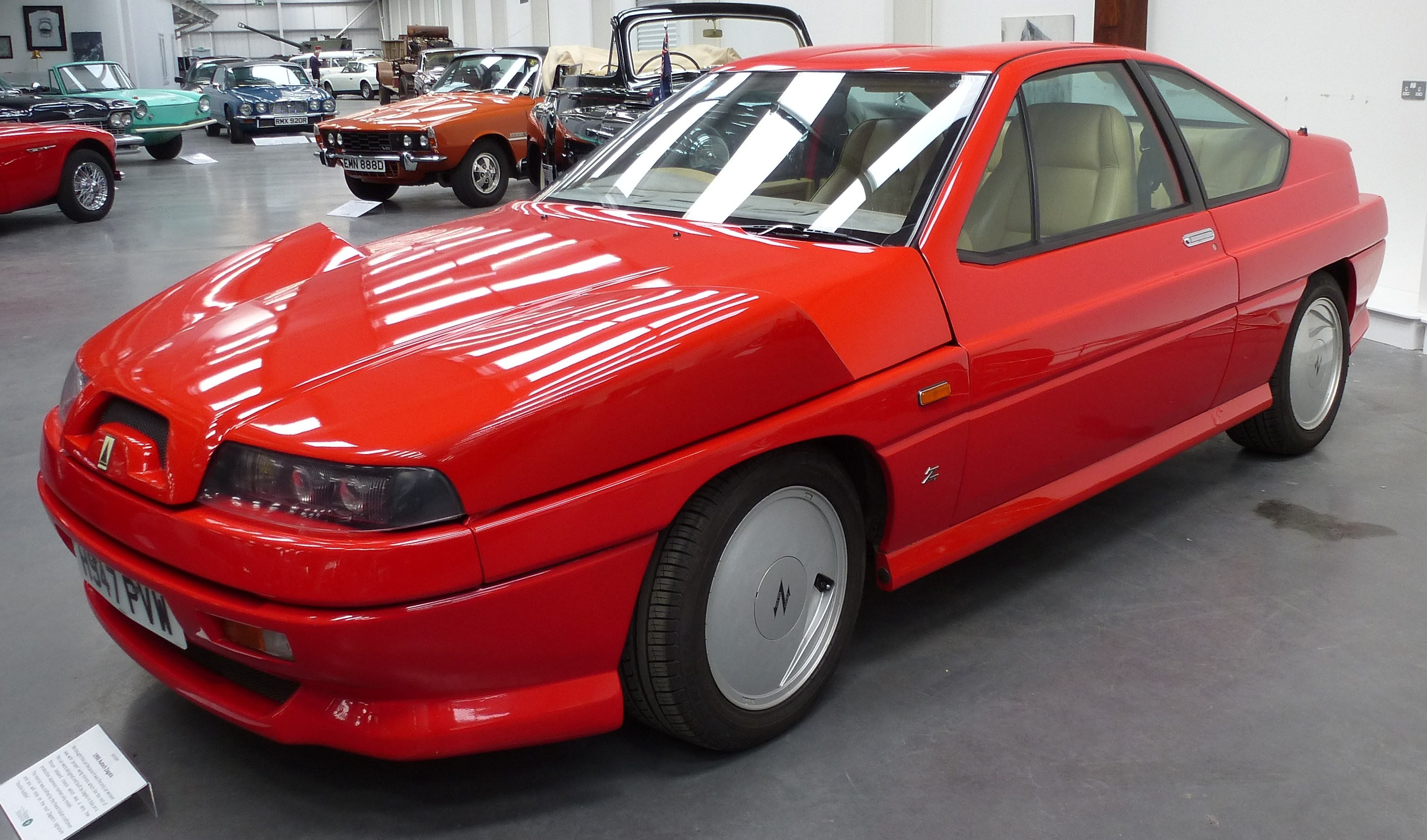
Autech Zagato Stelvio w Isle of Man Motor Museum

### Gavia
Niższa niż pierwotnie zakładano produkcja Stelvio doprowadziła do nadpodaży komponentów pierwotnie przeznaczonych do produkcji limitowanego samochodu. W rezultacie, w ostatnim roku produkcji Autech opracował razem z Zagato nową, mniej nietypowo stylizowaną wariację na temat samochodu pod nazwą Autech Zagato Gavia, który zachował taką samą specyfikację techniczną. Samochód pozbawiono nietypowych lusterek schowanych w pofałdowanych błotnikach na rzecz tradycyjnie umieszczonych przy krawędziach drzwi. Pozbawiono go też nieregularnych linii i przetłoczeń, zyskując bardziej obłą oraz muskularną sylwetkę. Samochód zbudowano łącznie wyłącznie w 16 sztukach, które wszystkie sprzedane zostały w Japonii.

### Sprzedaż
Odbywająca się ręcznie produkcja Autecha Zagato Stelvio była procesem złożonym, który uwydatniał fakt dostępności z ograniczeniem wyłącznoe do lokalnego rynku japońskiego. Aluminiowe szkielety wysyłano najpierw z Japonii do Włoch, aby przymocować do nich komponenty mechaniczne, by następnie odesłać je z powrotem do Japonii i ukończyć montaż pozostałych elementów. Pierwotnie zakładana wielkość produkcji wynosząca 200 sztuk nie została zrealizowana, ograniczając się ostatecznie do 104 zbudowanych samochodów. Wśród przyczyn określa się relatywnie bardzo wysoką cenę, która wynosiła równowartość ok. 650 tysięy złotych, ale i wybuchu wielkiego kryzysu gospodarczego w Japonii z początkiem 1991 roku. Kakaku-hakai obniżyło popyt m.in. na luksusowe dobra, do jakich docelowo miał zaliczać się produkt Autecha i Zagato.

### Silnik
- V6 3.0l 280 KM